# Apostolisches Vikariat Phnom-Penh
Das Apostolische Vikariat Phnom-Penh (lat.: Apostolicus Vicariatus de Phnom-Penh) ist ein in Kambodscha gelegenes römisch-katholisches Apostolisches Vikariat mit Sitz in Phnom Penh.

## Geschichte
Das Apostolische Vikariat Phnom-Penh wurde am 30. August 1850 durch Papst Pius IX. aus Gebietsabtretungen des Apostolischen Vikariates West-Cochin als Apostolisches Vikariat Kambodscha errichtet. Am 3. Dezember 1924 wurde das Apostolische Vikariat Kambodscha durch Papst Pius XI. in Apostolisches Vikariat Phnom-Penh umbenannt. Das Apostolische Vikariat Phnom-Penh gab am 26. September 1968 Teile seines Territoriums zur Gründung der mit der Apostolischen Konstitution Qui in Beati Petri errichteten Apostolischen Präfektur Battambang und zur Gründung der mit der Apostolischen Konstitution Superna voluntate errichteten Apostolischen Präfektur Kompong-Cham ab.

## Ordinarien

### Apostolische Vikare von Kambodscha
- Jean-Claude Miche MEP, 1850–1869
- Marie-Laurent-François-Xavier Cordier MEP, 1882–1895
- Jean-Baptiste Grosgeorge MEP, 1896–1902
- Jean-Claude Bouchut MEP, 1902–1924

### Apostolische Vikare von Phnom-Penh
- Jean-Claude Bouchut MEP, 1924–1928
- Valentin Herrgott MEP, 1928–1936
- Jean-Baptiste-Maximilien Chabalier MEP, 1937–1955
- Gustave-André-Ferdinand Raballand MEP, 1956–1962
- Yves Ramousse MEP, 1962–1976
- Joseph Chhmar Salas, 1976–1977
- Yves Ramousse MEP, 1992–2001
- Émile Destombes MEP, 2001–2010
- Olivier Schmitthaeusler MEP, seit 2010